# Hôtel Paul Arbaud
L'hôtel Paul Arbaud est un hôtel particulier situé aux 2 rue du Quatre-Septembre et rue Mazarine à Aix-en-Provence.

## Construction et historique
L'hôtel fut construit vers 1798
Le bâtiment doit son nom à son propriétaire le plus illustre, le collectionneur et philanthrope Paul Arbaud.
M. Arbaud y créa un cabinet de curiosités consacré à la culture provençale, avec notamment d'impressionnantes collections de livres (plus de 1600 manuscrits et de nombreux livres anciens, du XIVe au XXe siècle), de faïences, de peintures (un primitif de l'École d'Avignon, un triptyque flamand du XIVe siècle), de sculptures et d'objets d'histoire.
En plein quartier Mazarin au sud du cours Mirabeau, l'exposition du Musée-Bibliothèque Paul Arbaud repose sur les donations de son fondateur qui a laissé son nom au Musée. À la fin de sa vie, l'érudit aixois rédige un testament en faveur de l'Académie des sciences, agriculture, arts et belles-lettres d'Aix et lui lègue la collection qu'il a patiemment constituée avec son épouse. À charge alors pour les Académiciens de conserver ce patrimoine et de l'ouvrir au public. Dès lors grâce à cette dernière volonté, l'Arbaudensco devient "Musée bibliographique et archéologique Paul Arbaud" et s'enrichit d’œuvres supplémentaires léguées par d'autres érudits et amoureux de la Provence. Le Musée propose ainsi quelques pièces remarquables comme l'Homme assassiné de Chastel ou encore de nombreux portraits de la famille Mirabeau. Le fonds bibliothécaire compte aujourd'hui plus de 148 000 pièces, comprenant une importante collection de journaux et revues en provençal du XIXe siècle. Une partie du fonds cataloguée est consultable via le catalogue du SUDOC.
L'hôtel, y compris le jardin et les murs de clôture, est classé au titre des monuments historiques en 1989.

## Architecture
Les décors intérieurs datent de la fin du XIXe siècle, effectués par les peintres Denis (de Paris), Audibert (d'Aix) et le décorateur Bianchi (de Marseille).

## Informations complémentaires
Le Musée Arbaud est ouvert sur rendez-vous du mercredi au samedi .